# Egressiv
Egressiv betyder "som avser slutet" eller "utåtgående" och ingressiv betyder "som avser början". Orden har bildats av de latinska prefixen e(x)- (='ut') respektive in- (='in') som fogats till ordstammen gradi (='gå').
Termen används inom grammatiken för egressiva verb eller verbfraser, det vill säga verbfraser som anger aktionens slutfas. Se aktionsart. Exempel:
Han somnade.
Hon skrev färdigt brevet.
Egressiv är också en term inom fonetiken för ett språkljud som produceras med utandning. Se pulmonisk-egressiv konsonant. Slutligen finns det ett egressivt kasus i flera uraliska språk.